# ماشاو (آژانس)

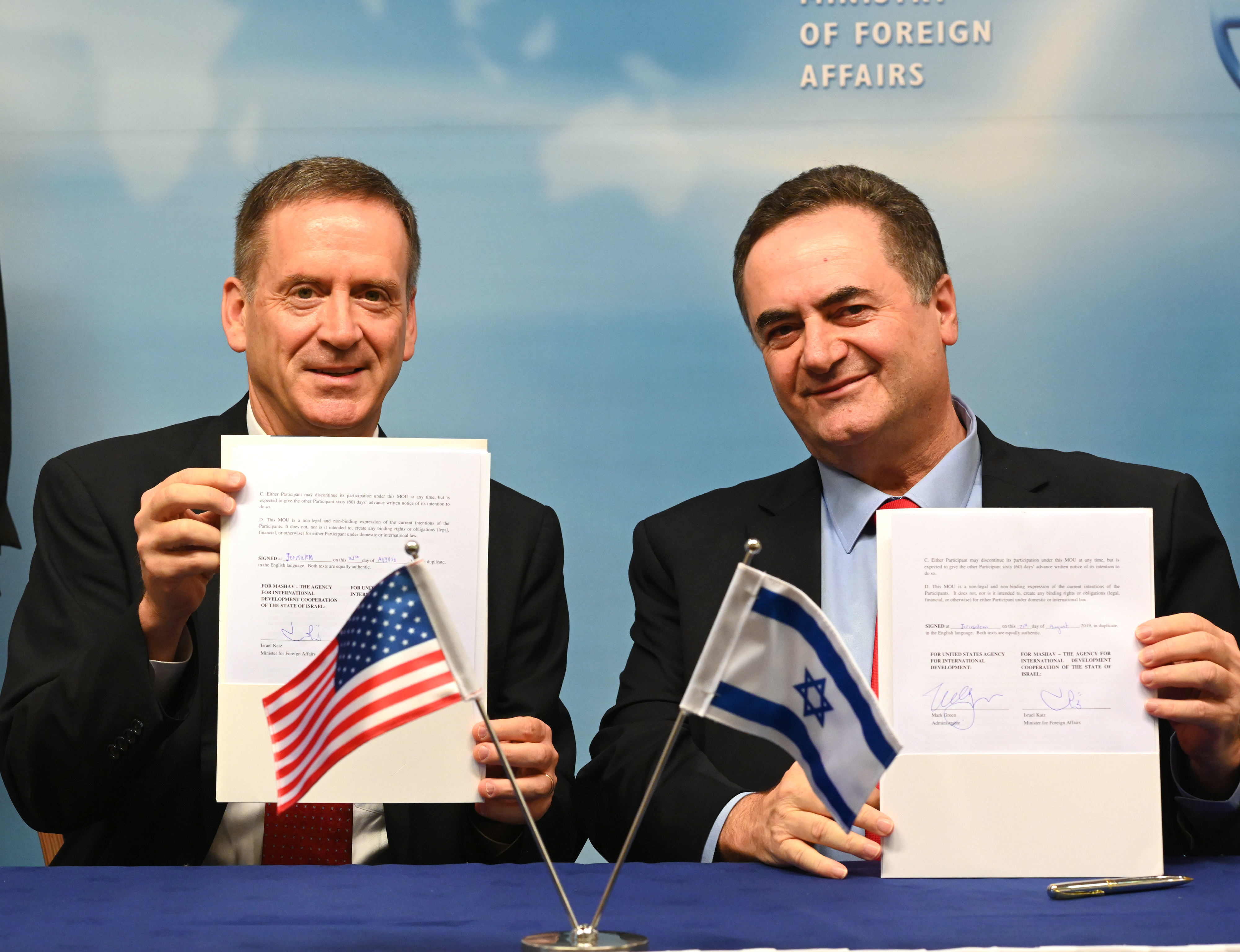
مارک گرین و اسرائیل کاتز توافق نامه همکاری آژانس توسعه بین المللی ایالات متحده (USAID) با ماشاو، آگوست ۲۰۱۹ به امضاء رسید.

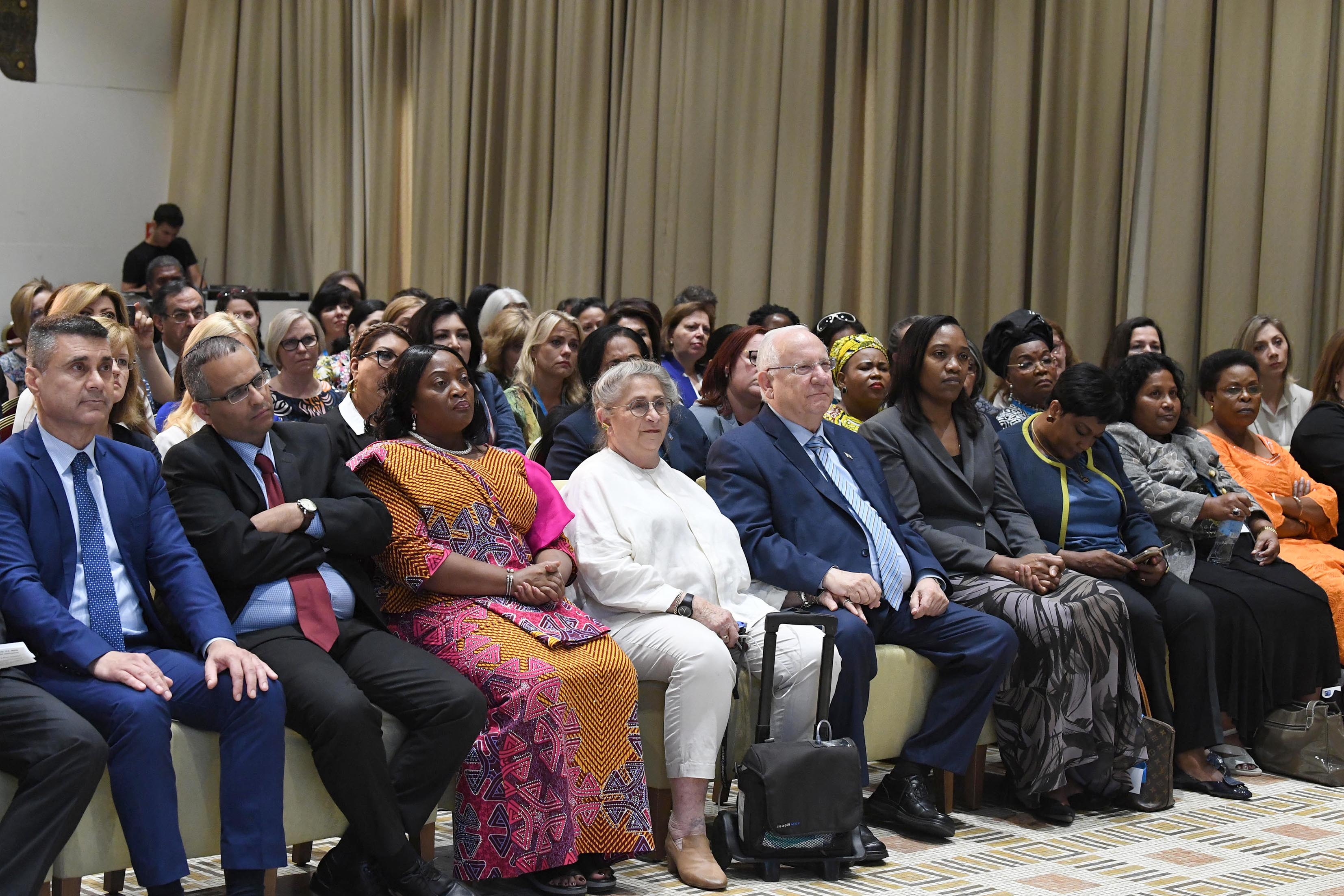
رووین ریولین و همسرش «نیهاوا ریولین» میزبان کنفرانس ۳۰ رهبر زن جهان بودند. که توسط ماشاو تشکیل شده بود.

ماشاو(به انگلیسی:Mashav) آژانس همکاری و توسعه بین المللی در وزارت امور خارجه اسرائیل است. ماشاو مسئول طراحی، هماهنگی و اجرای برنامه های توسعه و همکاری دولت اسرائیل در سراسر جهان بویژه در کشورهای درحال توسعه محسوب می‌شود.دلیل تمرکز آن بر کشور های درحال توسعه این است که اسرائیل به عنوان یک کشورتوسعه‌یافته جوان چالش های این کشورها را می‌داند و تجربه‌ها واطلاعات مربوط به حل چالش‌ها را گردآوری کرده است. برنامه‌های آن از طریق کارگاه‌ها و آموزش در زمینه های توسعه کشاورزی، بهداشت و درمان، آموزش و پرورش انجام می‌شود. ونیز همکاری های با بانک توسعه بین‌الملل آمریکا  سازمان کشورهای آمریکایی یا OAS و سایر شرکتهای چند ملیتی همچون برنامه عمران ملل متحد، یونسکو، سازمان خواربار و کشاورزی ملل متحد (فائو) مشارکت دارد.بر اساس آمارOECD در سال ۲۰۲۰ کمک رسمی توسعه از اسرائیل حدود ۱.۹٪ کاهش یافته و به ۲۸۷.۶ میلیون دلار آمریکا رسیده است.

## رویکرد
ماشاو برنامه های آموزش حرفه ای خود را در مواجهه با چالش های جهانی فعلی مانند سازگاری با تغییرات آب و هوا و امنیت غذایی ،تمرکز بر روی ایجاد ظرفیت انسانی در کشورهای در حال توسعه با انتقال دانش فنی و انتقال فناوری های نوآورانه و روش های آزمایش شده سازگار با نیازهای کشور در حال توسعه، به روز می کند. در حوادث طبیعی ماشاو کمک های بشردوستانه ارائه می دهد و در تلاش های بازسازی و توان بخشی مشارکت می کند.
رویکرد ماشاو اطمینان از توسعه پایدار اجتماعی، اقتصادی و زیست محیطی ، پیوستن به تلاشهای جامعه جهانی برای اجرای اهداف توسعه هزاره است . از زمان تاسیس ، فعالیت های ماشاو در جهان در حال توسعه با این رویکرد اساسی هدایت می شود که کار توسعه ماهیتی ارگانیک دارد. تمرکز تلاشها در یک زمینه ، مانند امنیت غذایی ، بدون توجه مناسب به مراقبتهای بهداشتی ، ایجاد جامعه و آموزش غیرممکن است . تنها از طریق یک برنامه توسعه پایدار و جامع می توان نتایج اندازه گیری شده را بدست آورد و تأثیر مطلوبی را برای کسانی که بیشترین نیاز به کمک را دارند احساس کرد.

## همکاری هند و اسرائیل
با امضاء یک سند همکاری میان هند و اسرائیل(ماشاو) در سال ۲۰۱۵ میلادی براساس انتقال تجارب و دانش که بر مبنای آن چندین مرکز هندی و اسرائیلی از آن سود می‌برند. و سود عملیاتی آن نیز در چندین ایالت هندوستان هویداست.
1. مرکز دامپروری هند و اسرائیل در بخش حصار
2. مرکز سبزیجات هند و اسرائیل در  بخش کارنال
3. ‌مرکز میوه و مرکبات هند و اسرائیل در بخش سیرسا
4. مرکز زنبورداری هند و اسرائیل در بخش کروکشیتر
5. مرکز پرورش گل و گیاه هند و اسرائیل در بخش جهجار

## منبع
1. ↑  Schulman, Bruce (2014). Making the American Century: Essays on the Political Culture of Twentieth Century America. Oxford University Press. p. 129. ...We shared with Africans not only the challenges posed by the need for rapid development...
2. ↑  http://www.mashav.mfa.gov.il/MFA/mashav/AboutMASHAV/Pages/Guiding_Principles.aspx
3. ↑  "Israel | Development Co-operation Profiles – Israel | OECD iLibrary".
4. ↑  Embassy of Israel news, 15 April 2015.
5. ↑  Haryana, Israel sign MoU for centre for animal husbandy dairy, Business Standard, 15 Apr 2015.
6. ↑  India, Israel Expanding Cooperation In Agri, Water Saving': Israel President, NDTV, 18 Nov 2016.